# Muzeum Modelarstwa i Lotnictwa w Miniaturze w Szczawnie-Zdroju
Muzeum Modelarstwa i Lotnictwa w Miniaturze w Szczawnie-Zdroju – prywatne muzeum położone w Szczawnie-Zdroju, a jego właścicielem jest Jerzy Siatkowski - dyrektor Aeroklubu Ziemi Wałbrzyskiej.
W latach 1998–2008 placówka działała w Wałbrzychu, a jej siedzibą były sale zamku Książ. Zbiory zostały przeniesione do Szczawna-Zdroju, gdzie muzeum otrzymało lokal przy ul. Kościuszki, w budynku Biała Sala. Ponowne otwarcie placówki miało miejsce w 2011 roku.
Na muzeualną ekspozycję składają się cztery pomieszczenia. W pierwszym znajduje się wystawa modeli samolotów, głównie z okresu II wojny światowej. W drugim - pracownia modelarstwa lotniczego. Trzecim pomieszczeniem jest sala audiowizualna, w której znajduje się symulator lotu. W ostatniej z sal mieści ekspozycja trofeów lotniczych oraz biblioteka, zawierająca również kolekcję ponad 200 filmów o tematyce lotniczej. 
Zwiedzanie muzeum jest możliwe po uprzednim uzgodnieniu z właścicielem. Oprócz działalności wystawienniczej placówka prowadzi również zajęcia edukacyjne.